# Сокол (Ярославль)
Со́кол — жилой район в южной (закоторосльной) части Ярославля. Состоит из пяти микрорайонов и двух посёлков с преимущественно частной застройкой.

## Историческая справка
В начале 1950-х посёлок, появившийся при военном аэродроме «Дядьково», получил название Сокол. Сначала в посёлке строились дома для лётчиков и работников аэродрома, с конца 1950-х — для работников близлежащих предприятий (лесозавода им. Суворова, мельзавода № 9 и других). В середине 1950-х — начале 1960-х рядом возникли посёлки Сокол-1 и Сокол-2.
В начале 1980-х аэродром закрыли, позже на его месте был проложен проспект Фрунзе, ставший основной магистралью будущего района. В бывшей воинской части в посёлке Сокол расположилась база Ярославского ОМОН. С начала 2000-х началась крупноэтажная застройка территории бывшего аэродрома и прилегающих пустырей. Новый жилой район также получил название Сокол, по находящемуся поблизости посёлку.
В 2004 году в Соколе открылся ТЦ «Метро Кэш энд Керри» — первый гипермаркет в Ярославле.
В составе жилого района планировалось построить 5 микрорайонов. Первым был застроен 5-й микрорайон, примыкающий к жилому району Дядьково (между улицами Чернопрудная и Лескова). В связи с экономическим кризисом 2008 года основной застройщик — компания ПИК — временно заморозил большое число строек, однако с 2010—2011 гг. строительство вновь ускорилось. С конца 2000-х началась застройка 2-го микрорайона (между ТЦ Метро и Чернопрудной улицей). С 2010-х ведётся застройка 1-го, 3-го и 4-го микрорайонов.

## География
Район расположен в южной части Ярославля, по обе стороны проспекта Фрунзе. С запада район ограничен Костромской веткой железной дороги, с севера — веткой к Волге, на юге и востоке граничит с районом Дядьково.

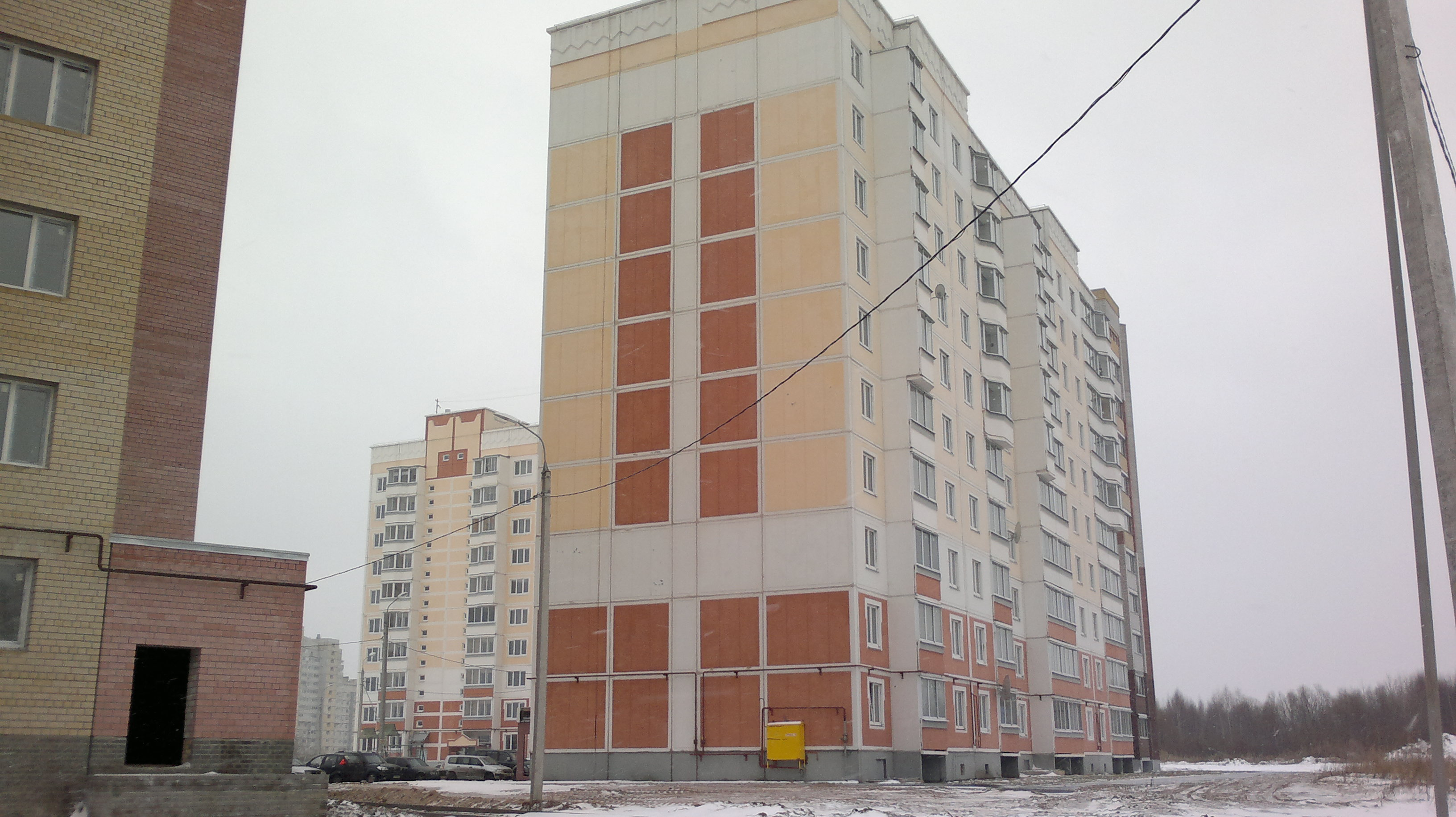
Жилые дома во 2-м микрорайоне (вид с Дядьковского проезда)

### Состав района
- посёлок Сокол
- посёлок Сокол-2
- 1-й микрорайон
- 2-й микрорайон
- 3-й микрорайон
- 4-й микрорайон
- 5-й микрорайон

### Улицы
- В жилом районе: проспект Фрунзе, улицы Лескова, Академика Колмогорова, Чернопрудная, Дядьковская, Бурмакинская (планируемая) и Дядьковский проезд.
- В посёлках: улицы Авиамоторная, Авиационная, Сафронова, Циолковского, Талалихина, Пилотов, проезды 1-й, 3-й, 16-й, 20-й, Парашютный, Реактивный.

## Инфраструктура
Все маршруты городского транспорта в Соколе проходят по проспекту Фрунзе.
В районе несколько крупных торговых центров: «Metro Cash and Carry», DIY-гипермаркет «Аксон», ТРЦ «Фреш!» (ранее — ТРЦ «Аллегро»).

### Образование и спорт

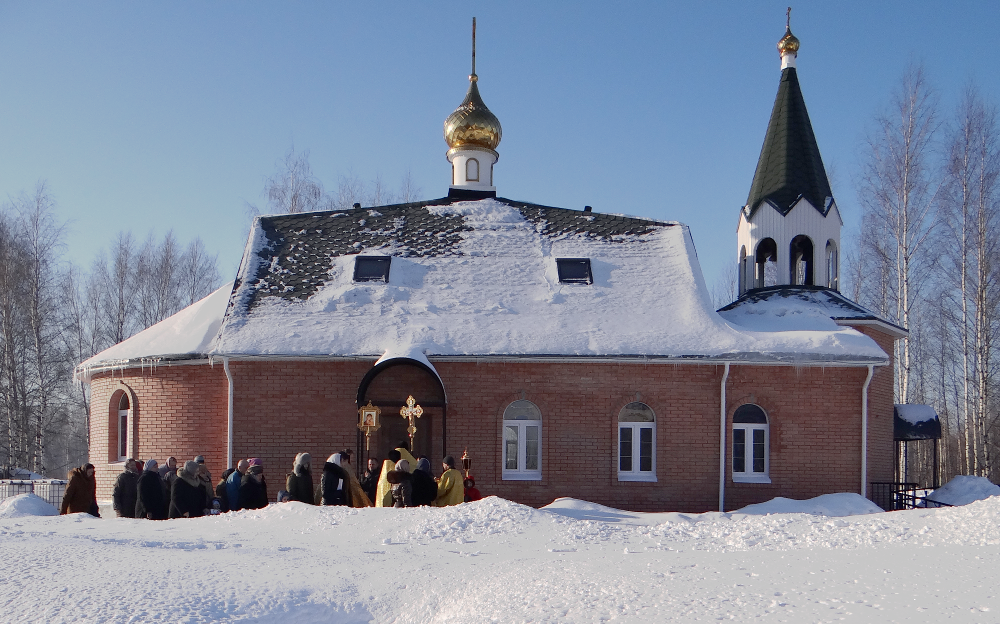
Храм Ярославской иконы Богоматери

В Соколе расположены четыре детских сада — № 25 «Планета детства», № 35, № 96 и № 98.
В 2021 году во 2-м микрорайоне была открыта средняя школа № 91 «ИнТех».
В районе расположены спортивный комплекс ХК «Локомотив» и училище олимпийского резерва по хоккею.

## Храмы
- Храм в честь Ярославской иконы Божией Матери
- Строящийся храм благоверного великого князя Ярослава Мудрого[6].